# Воины-скелеты
«Воины-скелеты» — мультсериал, состоящий из 13 серий, который выходил в 1993—1994 годах на CBS.

## Сюжет
На отдаленной планете Люмимайре (Lumimaire) великое сокровище — Кристалл Звездного Света (Lightstar Crystal) является источником энергии для всего огромного города Люминисити (Luminicity). Опека и хранение Кристалла доверена королевской семье, которую, после смерти короля, возглавляет старший из его детей, принц Джастин Звезда Света. Его младший брат, принц Джошуа, полный зависти к успехам и популярности брата и одураченный коварным бароном Дарком (baron Dark), открывает Барону доступ в сокровищницу, где хранится кристалл, но в этот момент появляется встревоженный Джастин вместе с третьим представителем королевского рода, своей сестрой, принцессой Дженнифер. Держа в руках пылающий светом кристалл, Барон, злорадствуя, открывает внезапно прозревшему Джошуа свои намерения и цели, которые являются ни чем иным, чем желанием контролировать весь мир. В последующей схватке между Бароном и королевской семьёй Кристалл Звездного Света разделяется надвое, — одна половина остается у Барона, превращая его в чудовищный и могущественный скелет, вторая оказывается в руках принца Джастина и принцессы Дженнифер, даруя им необычные силы. Пойманный в центре вспышки от раскалывающегося Кристалла, принц Джошуа превращается в полумертвеца, сохраняя, однако, свою человечность, но вынужденный впоследствии постоянно бороться за неё со своей темной стороной. Ошеломленный трансформацией Барон покидает сокровищницу, унося с собой половину Кристалла, в то время как лишенный энергии город Люминисити погружается в хаос и мрак.
Немедленно после этого Барон трансформирует своих ближайших соратников в такие же живые скелеты, как и он сам — эта способность превращать злых сердцем в скелеты, вместе с бессмертием и чудовищной силой, является даром его половины Кристалла. В это время Джастин обнаруживает, что может стрелять лучами света, Дженнифер открывает свой дар к полету, а Джошуа — свою способность к перемещению сквозь тени. Последняя позволяет ему вывести брата и сестру из рушащейся сокровищницы, после чего родичи отправляются к своему дяде, брату своего отца, Урсаку, где находят поддержку равно моральную и техническую. Понимая, что барона Мрака так просто ныне не остановить, принц Джастин создает Легион Света, беря себе имя Принца Светлой Звезды. Дженнифер принимает имя Тайлин, в то время как Джошуа, терзаемый виной за своё невольное предательство, отныне известен как Мрачный Череп. Урсак, проведший этот небольшой ритуал имя положения, называет себя Хранителем, и отныне исполняет роль технического эксперта и советника, в то время как его племянники и племянница борются со злом Воинов-скелетов, желающим поработить оставшуюся без энергии Кристалла планету.

## Персонажи
- Джастин / Принц Lightstar

Принц Джастин является лидером легиона Света и его предназначение защита Lightstar Crystal. После его потери, он постоянно стремится к защите человечества и поражению воинов-скелетов. Он очень расстроил барона, показывая пределы его власти: человек с добрым сердцем не может быть превращён в воина-скелета. Когда был разрушен Lightstar Crystal, Джастин получил способность проецировать мощные потоки энергии из своих рук, либо через свой меч, который позже как объясняет Урсак является (или который мог бы содержать, рассматривая размеры меча и кристалла) фактически частью Lightstar Crystal.
- Дженнифер /Talyn

Talyn является яростным воином, доброй принцессой с заботливой душой и непоколебимой защитницы справедливости. Она как-то умудряется сочетать преданность к борьбе против зла с большим состраданием. После борьбы, в которой разрушился Lightstar Crystal, она получила дар к полёту и смогла примирить Джастина с Джошуа. Один из её подвигов это способ восстановить скелета в человека — убрав его «сердечный камень», который появляется после превращения в скелета. Хотя это открытие тактическое преимущество и источник надежды, оно также уязвило Барона Дарка, если воина-скелета восстановить в человеческую форму, он сможет использовать свою власть, чтобы превратить его обратно в скелета, но, поскольку он был Единственный, кто обладает такой силой, то кто восстановит его самого, никто не сможет превратить его обратно в живого скелета.
- Джошуа / Grimskull

Младший брат Джастина, который первоначально работал вместе с Бароном Дарком из зависти к своему старшему брату. Когда Джастин и Дарк боролись за Lightstar Crystal, Джошуа вмешался. Получившаяся волна силы превратила его в полумертвеца. Джошуа — был переименован в Grimskull — Мрачный Череп. Grimskull ищет спасение в своём пути, помогая своей семье, он видел зло барона во время боя, в котором превратила его. Grimskull получил силу проходить через тень везде, где он пожелает. После своего преобразования, он подружился с волком, которого он назвал «Сталкер».
- Урсак / Опекун (Guardian)

Урсак является братом покойного короля и дядей его трёх детей. Он служит в качестве советника, заместителем командующего, наставник и суррогатного отца. Он квалифицированный комбатант на фронте, а также весьма компетентный ученый проектирующий различные виды оружия и брони для членов легиона Света.
- Барон Дарк

Жадный и злой барон пытался захватить Lightstar Crystal для себя, что привело к расколу его на две части. Его половина превратила его в живого скелета, который имеет силу превратить любого с малейшей темнотой в своём сердце в воина-скелета, как он сам. Он одержим идеей победить легион Света и взять под свой контроль обе половинки Lightstar Crystal, таким образом обеспечив себе абсолютную власть.
- Доктор Киборн (Dr. Cyborn)

Доктор Киборн — половина скелета / половины машины, который является научным экспертом Барона Дарка и производителем высокотехнологичного оружия. Доктор Киборн — безумный ученый Легиона Скелетов и заместитель Барона Дарка. Самосозданный в его сумасшедшей лаборатории, доктор Киборн привил бионические части к своему собственному телу после близкого несчастного случая со смертельным исходом. Мечта ученого сбылась, когда Барон Дарк дал ему форму скелета. Теперь, этот гений служит Барону, поскольку он разрабатывает оружие, чтобы разрушить Легион Света.
- Шрик (Shriek)

Ранее потрясающе красивая женщина, Шрик со своим злым сердцем была преобразована в женщину Воина-Скелета, чтобы «добавить небольшой женский штрих», согласно Барону Дарку. В те дни, прежде чем стать живым скелетом, Шрик убедительно привлекает принца Джастина. После того как она стала Воином-Скелетом её чувства сохраняются, хотя и не встречают ответа.
- Аракула (Aracula)

Аракулы (arachnid — паукообразные) — существа обладающие шестью руками, прежде чем превратиться в Воина-Скелета, Аракула говорит исключительно с помощью хрюканья, визга и других животных звуков. Он служит в основном как телохранитель и берсерк типа истребителя, который пытается подавить своего противника благодаря простой грубой силой. У него остались способности паука, несмотря на то что он скелет.
- Даггер (Dagger)

Первоначально карликовый рабский помощник Барона Дарка, позже его карликовый рабский, скелетный помощник. Даггер привносит в их компанию немного юмора, но в основном он верный слуга Барона. Даже когда он был восстановлен в человека, он продолжил служить Барону и жаждал вернуться в скелетное государство своего хозяина.

## Серии
Сезон 1
- 1. Flesh and bone (Плоть и скелет)
- 2. Trust and Betrayal (Вера и предательство)
- 3. Heart and Soul (Сердце и душа)
- 4. Bones of Contention (Яблоко раздора)
- 5. Zara (Зара)
- 6. Mindgames (Игры сознания)
- 7. Harmonic Divergence (Вечное колебание весов)
- 8. Past Perfect, Future Tense (Прошлое — прекрасно, будущее — неопределенно)
- 9. Brawl and Chain (Скандал и оковы)
- 10. Overload (Перегрузка)
- 11. Long Live The King (Да здравствует король!)
- 12. Conflict and Consequences — Part 1 (Столкновение и последствия, часть 1)
- 13. Conflict and Consequences — Part 2 (Столкновение и последствия, часть 2)

## Выпуск на DVD
Мультсериал был выпущен в Северной Америке 6 декабря 2011 года в виде 2-х дисков включающих все 13 эпизодов.

## Сопутствующие товары
- Компанией Playmates Toys была выпущена линейка игрушек с персонажами мультсериала[3][4].
- Компанией Marvel Comics в апреле 1995 года была выпущена ограниченная серия комиксов состоящая из 4-х выпусков[5].
- Компанией Neversoft была выпущена видеоигра для приставок Sega Saturn и PlayStation.